# Jovan Markoski
Jovan Markoski, cyr. Јован Маркоски (ur. 23 czerwca 1980 w Belgradzie) – serbski piłkarz pochodzenia macedońskiego, grający na pozycji pomocnika, reprezentant Serbii i Czarnogóry. Posiada również obywatelstwo macedońskie.

## Kariera piłkarska

### Kariera klubowa
W 1996 rozpoczął karierę piłkarską w miejscowej drużynie FK Radnički Obrenovac. Potem występował w serbskich klubach FK Mladost Lučani, FK Crvena Zvezda Belgrad i FK Železnik Belgrad. W sezonie 2005/06 bronił barw czarnogórskiej Zety Golubovci, która występowała w serbsko-czarnogórskich mistrzostwach. Latem 2006 przeszedł do ukraińskiej Worskły Połtawa. Latem 2015 jako wolny agent zasilił skład serbskiego klubu Napredak Kruševac.

### Kariera reprezentacyjna
W 2003 zadebiutował w narodowej reprezentacji Serbii i Czarnogóry. Łącznie rozegrał 4 gry reprezentacyjne.

## Sukcesy i odznaczenia

### Sukcesy klubowe
- wicemistrz Pucharu Serbii i Czarnogóry: ?, 2004/2005
- zdobywca Pucharu Ukrainy: 2008/2009